# Stade nabeulien (football)
Maillots
Le Stade nabeulien (arabe : الملعب النابلي) est un club tunisien de football fondé en 1936 et basé dans la ville de Nabeul.
Le club est la section football du club omnisports du même nom, le Stade nabeulien.
Il évolue durant la saison 2016-2017 en Ligue III et assure son accession temporaire en Ligue II.
Le bureau directeur, élu pour la période 2019-2021, est présidé par le député Marouan Felfel.

## Histoire
Le football n'a pas été un sport prioritaire pour le club omnisports dont les sections de basket-ball puis de handball jouaient les premiers rôles. La première participation officielle de cette section date de 1945-1946, dans le cadre du critérium de guerre, mais les années suivantes voient la section osciller entre les quatrième et cinquième divisions et le gel de ses activités.
Association multiconfessionnelle, le club dispose en 1950 d'un comité présidé par Marcel Hagi et comptant notamment Mohamed Ameur et Roger Mamou (vice-présidents), Eugène Graf (secrétaire général) et Mohamed Karma (trésorier). Un comité spécial pour le football est constitué en 1952 sous la présidence du docteur Mbarek, assisté de Taïeb Merzouk (vice-président), Joseph Haddad (secrétaire général), Mohamed Salman (secrétaire adjoint), Karma (trésorier) et Hassen Ezzine (trésorier adjoint) en plus de l'entraîneur Auffert[Qui ?]. En 1956, le club bien qu'évoluant en quatrième division s'illustre en coupe de Tunisie en battant un club de l'élite de l'époque, la Patriote de Sousse, en seizièmes de finale (2-1 avec deux buts de Mohamed Moncef Somai) avant de perdre difficilement en huitièmes.
Lors la saison 1956-1957, un Tunisien, Mohamed Siala, accède pour la première fois à la présidence avec Graf comme secrétaire général et Karma comme trésorier. Le travail en profondeur finit par donner ses fruits et, en 1965, l'équipe juniors parvient en demi-finale de la coupe et oblige l'Étoile sportive du Sahel à rejouer le match. Elle est composée d'Ali Frej, Salem Chelly, Noureddine Barred, Salah Barrad, Zoubeir Hariga, Salah Abderrazak, Ridha Daas, Hassen Zegdane, Hamadi Chouchane, Othman Hajji, Moncef Mani, Slah Chapouachi et Moncef Ladhib.
En 1972, le club réussit à rejoindre la seconde division et joue même les barrages en 1984 pour accéder en Ligue I. Il connaît par la suite des hauts et des bas avant de reprendre sa marche, réussissant successivement à gagner le championnat régional en 2015 et le championnat de Ligue III en 2016.

## Parcours du club

### Palmarès
| \| - Championnat de Tunisie de deuxième division (1) : - Champion : 1982 - Championnat de Tunisie de troisième division (3) : - Champion : 1972, 2011, 2016 \| \| - Championnat de Tunisie de quatrième division (3) : - Champion : 1962, 1998, 2015 \| |  |                                                                                    |
| - Championnat de Tunisie de deuxième division (1) : - Champion : 1982 - Championnat de Tunisie de troisième division (3) : - Champion : 1972, 2011, 2016                                                                                                |  | - Championnat de Tunisie de quatrième division (3) : - Champion : 1962, 1998, 2015 |

### Marche du club
- 1955-1962 : Ligue IV
- 1963-1972 : Ligue III
- 1973-1977 : Ligue II
- 1977 : Ligue III
- 1978-1981 : Ligue III
- 1982-1985 : Ligue II
- 1986-1991 : Ligue III
- 1992-1995 : Ligue IV
- 1996-1997 : Ligue III
- 1998 : Ligue IV
- 1999 : Ligue III
- 2000-2008 : Ligue IV
- 2009-2011 : Ligue III
- 2012 : Ligue II
- 2013 : Ligue III
- 2014-2015 : Ligue IV
- 2015-2016 : Ligue III
- 2016- : Ligue II

### Bilan en Ligue II
| Saison    | Classement | Meilleurs buteurs                                            |
| 1972-1973 | 5e         | Hamadi Chouchane (11 buts)                                   |
| 1973-1974 | 9e         | Salah Abderrazak (7), Mohamed Ben Ameur (3)                  |
| 1974-1975 | 7e         | Ridha Daas (6), Salah Abderrazak (4)                         |
| 1975-1976 | 4e         | Habib Haddad et Hamadi Chouchane (4)                         |
| 1976-1977 | 12e        | Hamadi Chouchane (4)                                         |
| 1981-1982 | 10e        | Mohamed Chahla (4)                                           |
| 1982-1983 | 8e         | Mohamed Ben Ameur (5), Mohamed Chelly (5), Hatem Souissi (4) |
| 1983-1984 | 1er        | Saber Hajji (9), Mohamed Chelly (6)                          |
| 1984-1985 | 10e        | Saber Hajji, Mohamed Ben Ameur et Mohamed Chelly (2)         |
| 2011-2012 | 15e        | Seifeddine Chaabani et Bilel Testouri (4)                    |

### Meilleurs résultats en coupe de Tunisie
L'équipe a atteint cinq fois les huitièmes de finale :
- 1956 : victoire sur la Patriote de Sousse (2-1) en seizièmes de finale (deux buts de Mohamed Moncef Somai) et défaite contre le Club sportif des cheminots (2-3) en huitièmes de finale (buts de Bouderbala[Qui ?] et Hédi Ben Oujiha)
- 1970 : victoire sur l'Avenir populaire de Soliman (1-0) en seizièmes de finale (but de Hamadi Chouchane) et défaite contre le Club olympique des transports (1-3) en huitièmes de finale (but de Hamadi Chouchane)
- 1976 : victoire sur le Club sportif de Hammam Lif aux tirs au but après un match nul (1-1) en seizièmes de finale (but de Salah Abderrazak) et défaite contre le Club olympique des transports en huitièmes de finale (0-4) après un match nul (0-0)
- 1982 : victoire sur le Club sportif de Bembla (3-2) en seizièmes de finale (deux buts de Mohamed Chahla et un de Hatem Souissi) et défaite contre la Jeunesse sportive kairouanaise (0-1) en huitièmes de finale
- 1983 : victoire sur la Flèche sportive de Gafsa-Ksar (4-0) en seizièmes de finale (deux buts de Hatem Souissi et un de Saber Hajji et Faouzi Sammoud) et défaite contre la Patriote de Sousse (0-1) en huitièmes de finale

## Personnalités

### Présidents
- 1949-1952 : Marcel Hagi
- 1953-1954 : M. Lisse[Qui ?]
- 1954-1956 : Émile Kalfon[3]
- 1956-1957 : Mohamed Siala
- 1960-1961 : Moncef Ezzine
- 1964-1969 : Mohamed Fekih
- 1994-1995 : Rachid Mbarek
- 2002-2003 : Lotfi Dimassi
- 2003-2005 : Raouf Rekik
- 2005-2010 : Rachid Mbarek
- 2011-2013 : Samir Sassi
- 2013-2015 : Mondher Karma
- 2015-2016 : Farouk Kallel
- 2016-2017 : Hafedh Loussaïef
- 2017-2019 : Mohamed Ayachi Ajroudi
- 2019-2021 : Marouan Felfel

### Bureau directeur
- Président : Marouan Felfel
- Vice-présidents : Farouk Kallel et Hichem Skandaji
- Secrétaire général : Ahmed Marzouki
- Secrétaire général adjoint : Moez Mrad
- Trésorier : Anis Elghoul
- Trésorier adjoint : Mohamed Ali Ayed
- Président de la section de football : Mohamed Ghalloussi

### Entraîneurs
- 1959-1960 : Hédi Ben Oujiha
- 1960-1961 : Othman Behir
- 1964-1965 : Friedman[Qui ?]
- 1965-1966 : Béchir Ben Cheikh
- 1970-1971 : Taoufik Ben Slama
- 1971-1973 : Ayed El Kamel
- 1973-1974 : Essafi[Qui ?]
- 1974-1975 : Daoud[Qui ?]
- 1975-1976 : Ayed El Kamel puis Salah Abderrazak
- 1976-1977 : Salah Abderrazak, Zoubeir Hariga puis Ridanovic
- 1977-1978 : Abdelaziz Ben Abdallah
- 1978-1979 : Larbi Zouaoui puis Hamadi Chouchane
- 1979-1980 : Abid Mchala
- 1980-1982 : Peter Kolev
- 1982-1983 : Bernard Blaut
- 1983-1984 : Georgi Guyrov
- 1984-1985 : Mourad Mâaouia
- 1985-1986 : Zoubeir Hariga
- 1986-1987 : Ayed El Kamel
- 1987-1988 : Georgi Guyrov
- 1988-1989 : Ayed El Kamel
- 1989-1990 : Mourad Mâaouia puis Ayed El Kamel
- 1990-1991 : Salem Kraiem
- 1991-1992 : Ahmed Ben Brahem
- 1992-1993 : Ayed El Kamel, Ahmed Ben Brahem puis Hamadi Chouchane
- 1993-1995 : Ayed El Kamel
- 1995-1996 : Ridha Bouraoui puis Néjib Chabbouh
- 1996-1997 : Néjib Chabbouh, Faouzi Cheour puis Mohamed Ben Ameur
- 1997-1998 : Skander Baklouti
- 1998-1999 : Ahmed Ben Brahem
- 1999-2000 : Skander Baklouti
- 2000-2001 : Ahmed Ben Brahem, Skander Baklouti puis Mohamed Ben Ameur
- 2001-2002 : Ahmed Ben Brahem
- 2002-2003 : Zouhair Bouzid puis Skander Bouzid
- 2003-2004 : Ahmed Ben Brahem
- 2004-2005 : Mehrez Miladi
- 2005-2006 : Mokhtar Hkimi puis Skander Baklouti
- 2006-2007 : Ahmed Ben Brahem
- 2007-2008 : Tarek Belghith puis Ayed El Kamel
- 2008-2009 : Mehrez Miladi
- 2009-2010 : Hassen Oueslati
- 2010-2011 : Ali Sraieb
- 2011-2012 : Mehrez Miladi, Mohamed Ben Ameur puis Ahmed Barhoumi
- 2012-2013 : Skander Baklouti puis Zouhair Bouzid
- 2014-2015 : Nabil Boukhris
- 2015-2017 : Zouhair Bouzid
- 2017-2018 : Salem Tabbassi
- depuis 2018 : Hassib Ammar